# Krzysztof Czajkowski (burmistrz)
Krzysztof Czajkowski (ur. 1939 w Warszawie, zm. 22 września 2020) – burmistrz miasta i gminy Aleksandrów Łódzki w latach 1989–2002.
Pod względem politycznym był związany z Polskim Stronnictwem Ludowym. W latach 1975–1989 (z przerwami) pełnił funkcję zastępcy naczelnika miasta i gminy Aleksandrów. W 1989 wygrał w pierwszym konkursie na stanowisko burmistrza miasta Aleksandrowa i uzyskał nominację prezydenta Łodzi. Rada gminy, wybrana w pierwszych wolnych wyborach samorządowych 27 maja 1990 roku, potwierdziła ten wybór.
Krzysztof Czajkowski wygrał też kolejne wybory w radzie gminy w 1994 i 1998 roku. Lata rządów burmistrza Czajkowskiego oznaczały dla miasta wielkie zmiany. Zbankrutowało wiele państwowych przedsiębiorstw (np. Zakłady Przemysłu Pończoszniczego Sandra). Zlikwidowano linię tramwajową łączącą Aleksandrów z Łodzią. Od 1991 roku ukazuje się regularnie aleksandrowska gazeta lokalna pt. 40 i cztery. Gmina przejęła zarząd nad szkołami podstawowymi i przedszkolami. W mieście pomyślnie wdrożono wiele dużych inwestycji, m.in. budowę oczyszczalni ścieków, odbudowę budynku tzw. jatek miejskich, budowę krytego basenu Olimpijczyk. 22 listopada 2002 roku burmistrz Krzysztof Czajkowski (po 12 latach urzędowania) przekazał władzę demokratycznie wybranemu w powszechnych wyborach następcy – Jackowi Lipińskiemu z Platformy Obywatelskiej.